# روبرت بي باترسون جونيور
روبرت بي باترسون جونيور (بالإنجليزية: Robert P. Patterson, Jr.)‏ هو محامي وقاضي أمريكي، ولد في 11 يوليو 1923 في نيويورك في الولايات المتحدة، وتوفي بنفس المكان في 21 أبريل 2015.